# Cineto Romano
Cineto Romano (anciennement Scarpa) est une commune italienne de la ville métropolitaine de Rome Capitale dans la région Latium en Italie.

## Géographie
Cineto Romano se trouve au nord-est de la région du Latium, à 40 km de Rome, dans la vallée de l'Aniene – à la confluence, en partie souterraine, de ce dernier avec le Rioscuro – sur les contreforts des monts Sabins.
Cineto Romano est limitrophe des communes de Mandela, Percile, Riofreddo, Roviano et  Vallinfreda. Le territoire de Cineto Romano, en plus du bourg historique, ne possède que la seule frazione d'Annali.

## Histoire

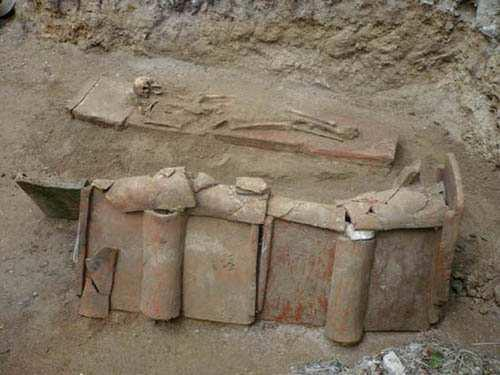
Tombes romaines datant du Ier siècle.

Les découvertes archéologiques faites en 2011 – avec la mise au jour au lieu-dit de Ferrata de deux tombes datant du Ier siècle –, indiquent que le territoire de la commune était occupé du temps des Romains.
La cité médiévale était au XIe siècle une féodalité de la famille Orsini qui possédait le castello Baronale avant de passer sous le contrôle de la famille Borghese au XVIIe siècle. Elle était alors connue sous le nom de « Scarpa » (dérivant peut-être de la tribu des Scaptia) jusqu'en 1884, date de son changement administratif officiel de nom. Elle fut ensuite, jusqu'au début de la Première Guerre mondiale, une dépendance des Oblats de Marie-Immaculée.

## Administration
| Période                                  | Période | Identité      | Étiquette     | Qualité |
| ---------------------------------------- | ------- | ------------- | ------------- | ------- |
| 8 juin 2009                              |         | Amedeo Latini | Liste civique |         |
| Les données manquantes sont à compléter. |         |               |               |         |

## Culture
Parmi les principaux monuments de la ville se trouvent :
- Le Castello baronale (château baronal), forteresse datant du XIe siècle pour protéger et dominer le bourg.
- L'église San Giovanni Battista datant du XIIIe siècle qui possède une peinture de Vincenzo Manenti représentant Saint-Jean-Baptiste dans le désert.
- L'église Santa Maria delle Grazie construite à partir de 1227, dont la tradition veut que la première pierre fut posée par François d'Assise lors de son voyage vers Subiaco.

## Économie
Historiquement l'économie de la bourgade reposait en partie sur la fabrication des chaussures pour lesquelles elle était célèbre. Du fait de l'arrêt de cette activité et de la désertification de la commune, l'essentiel de l'économie de la ville repose désormais pour le commerce résidentiel et le tourisme saisonnier.

## Personnalités liées à la ville
- Filippo Giustini, cardinal né à Cineto Romano en 1852.